# وارين غولدستاين
وارين غولدستاين (بالإنجليزية: Warren Goldstein)‏ هو مؤرخ وصحفي أمريكي، ولد في 1951.